# Condado de Gratiot
El condado de Gratiot (en inglés: Gratiot County, Míchigan), fundado en 1855, es uno de los 83 condados del estado estadounidense de Míchigan. En el año 2000 tenía una población de 42.285 habitantes con una densidad poblacional de 29 personas por km². La sede del condado es Ithaca.

## Geografía
Según la Oficina del Censo, el condado tiene un área total de 1481 km² (571,8 mi²), de la cual 1476 km² (569,9 mi²) es tierra y 3 km² (1,2 mi²) es agua.

## Condados adyacentes
- Condado de Midland noreste
- Condado de Isabella noroeste
- Condado de Saginaw este
- Condado de Montcalm oeste
- Condado de Shiawassee sureste
- Condado de Clinton sur
- Condado de Ionia suroeste

## Demografía
En el 2000 la renta per cápita promedia del condado era de $37,262, y el ingreso promedio para una familia era de $43,954. El ingreso per cápita para el condado era de $17,118. En 2000 los hombres tenían un ingreso per cápita de $32,442 frente a los $22,333 que percibían las mujeres. Alrededor del 10.30% de la población estaba bajo el umbral de pobreza nacional.

## Lugares

### Ciudades
- Alma
- Ithaca
- St. Louis

### Villas
- Ashley
- Breckenridge
- Perrinton

### Comunidades no incorporadas
| - Bannister - Beebe - Edgewood - Elm Hall - Elwell | - Forest Hill - Langport - Middleton - New Haven Center - Newark | - North Star - Pompeii - Rathbone - Riverdale | - Sethton - Sickles - Sumner - Wheeler |

### Municipios
| - Municipio de Arcada - Municipio de Bethany - Municipio de Elba - Municipio de Emerson | - Municipio de Fulton - Municipio de Hamilton - Municipio de Lafayette - Municipio de New Haven | - Municipio de Newark - Municipio de North Shade - Municipio de North Star - Municipio de Pine River | - Municipio de Seville - Municipio de Sumner - Municipio de Washington - Municipio de Wheeler |